# Unterseeboot 883
L'Unterseeboot 883 (ou U-883) est un sous-marin allemand utilisé par la Kriegsmarine pendant la Seconde Guerre mondiale.
Plusieurs U-Boote de classe D/42 (amélioration du moteur diesel de la classe D, passant de 4 400 ch à 5 400 ch) sont commandés au chantier naval AG Weser de Brême mais l'U-883 est le seul mis en service.
L'U-883 suit sa formation initiale à la 4. Unterseebootsflottille à Stettin en Pologne ; il n'intègre aucune formation de combat, la fin de la guerre arrivant.
Après la reddition de l'Allemagne nazie, l'U-883 est convoyé par les forces alliées de Wilhelmshaven en Allemagne à Lisahally en Irlande du Nord le 21 juin 1945 pour l'opération alliée Deadlight de destruction massive d'U-Boote.

Il coule le 31 décembre 1945 à la position géographique de 55° 44′ N, 8° 40′ O

## Affectations successives
- 4. Unterseebootsflottille du 27 mars 1945 au 8 mai 1945

## Commandement
- Oberleutnant, puis Kapitänleutnant Johannes Uebel du 27 mars 1945 au 8 mai 1945

## Navires coulés
L'U-883 n'a coulé, ni endommagé de navire car il ne prend part à aucune patrouille de guerre, n'étant en service que tard vers la fin de la guerre.